# Otto Model (Musikdirektor)
Otto Model (* 1856; † 1935) war ein deutscher Musiklehrer und Schulbuchautor.

## Leben
Model wirkte als Seminarlehrer in Genthin, Erfurt, Weißenfels und Naumburg (Saale). 1903 wurde er als ordentlicher Seminarlehrer in Erfurt zum königlichen Musikdirektor ernannt. Er war Verfasser zahlreicher Schulbücher für den Musikunterricht sowie Autor musikpädagogischer Aufsätze.
Unter seinen Söhnen waren der spätere Generalfeldmarschall Walter Model und der Fachanwalt für Steuerrecht Otto Model.

## Publikationen
- Chorgesänge für Präparandenanstalten (gemeinsam mit M. Möhring) 2. Auflage Schroedel, Halle a. d. Saale 1912.
- Die Aufgaben des neuen Lehrplans für den Gesangunterricht in den Volksschulen. Beltz, Langensalza 1915.
- Liederbuch für mehrklassige Schulen in einem Bande (gemeinsam mit M. Möhring und W. Pfeifer). Schroedel, Halle a. d. Saale 1915.
- Der Sologesang: 60 Lieder, Balladen, Rezitative u. Arien f. Tenor-, Bariton- u. Bassstimme zum Gebrauch beim Einzelgesang in Lehrersem. ausgew. u. fortschreitend geordn.  4. Auflage Schroedel, Halle a. d. Saale 1921.
- Holdri! Holdra! (Liederbücher für verschiedene Schultypen und Schulstufen in zahlreichen Auflagen). Schroedel, Halle a. d. Saale 1923–1931.